# Tyranneau à bec fin
Inezia tenuirostris
Espèce
Statut de conservation UICN

 LC  : Préoccupation mineure
Le Tyranneau à bec fin (Inezia tenuirostris) est une espèce de passereaux d'Amérique du Sud de la famille des Tyrannidae.

## Distribution
Cet oiseau se rencontre du nord-est de la Colombie au nord-ouest du Venezuela.